# Onna (Okinawa)
Onna (恩納村 Onna-son?) es un pueblo ubicado en el distrito de Kunigami, prefectura de Okinawa, Japón.

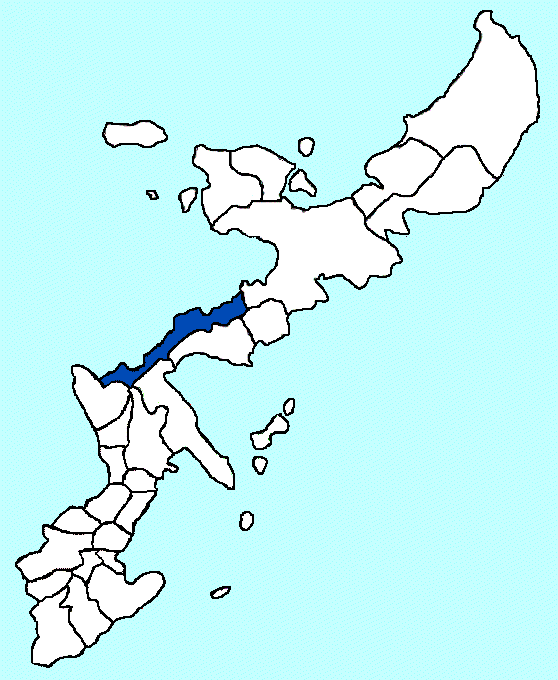
Ubicación de Onna en Okinawa.

En el año 2007, contaba con una población de 10.323 personas en una superficie de 50,79 km².